# Хан, Ари
Адриа́нус (А́ри) Хан (нидерл. Adrianus "Arie" Haan; род. 16 ноября 1948, Финстерволде, Гронинген) — нидерландский футболист, полузащитник, тренер.

## Биография

### Карьера игрока
Профессиональную карьеру футболиста Ари Хан начал в амстердамском «Аяксе», в составе которого дебютировал 23 мая 1968 года в кубковом матче против «Твенте», завершившемся вничью 2:2. В составе клуба Ари стал трёхкратным чемпионом Нидерландов, трёхкратным обладателем Кубка европейских чемпионов, обладателем межконтинентального кубка, и двукратным обладателем Суперкубка Европы.
В 1975 году Хан перешёл в бельгийский «Андерлехт», клуб в конце 70-х показывал великолепный футбол. Ари в составе «Андерлехта» дважды выиграл Кубок обладателей кубков УЕФА (в 1976 и 1978 годах), и два Суперкубка Европы. В сезоне 1976/77 они также дошли до финала Кубка кубков, но уступили «Гамбургу». Кроме этого, он выиграл кубок Бельгии в 1976 году, и стал чемпионом Бельгии в 1981 году.
После чемпионства с «Андерлехтом» Ари перешёл в бельгийский «Стандард» из Льежа. Два сезона в период пребывания Ари в составе «Стандарда», оказался самым удачным в истории клуба. «Стандард» выиграл два чемпионства в 1982 и 1983, кубок и два Суперкубка Бельгии. А в 1982 году «Стандард» вышел в финал Кубка кубков, где проиграл «Барселоне».
Вернувшись в родную страну в 1983 году, Ари закончил карьеру, отыграв один сезон за ПСВ.
За национальную сборную Нидерландов Ари отыграл 35 матчей и забил 6 мячей. Его самый известный гол, забитый с 37,5 метров в ворота сборной Италии во второй групповой стадии чемпионата мира 1978 года, помог достичь финала, но в финале против Аргентины Нидерланды проиграли в дополнительное время 1-3. Ари также был участником чемпионата мира 1974 года, в котором его сборная дошла до финала, но уступила ФРГ 1-2.

### Тренерская карьера
Спустя два месяца после окончания карьеры, Ари стал тренером в «Антверпене», но в середине сезона 1985/86, был заменён на Поля ван Химста. Вернувшись в «Андерлехт» в котором ранее играл, Ари получил клуб с отличными игроками: с опытным Франком Веркотереном и Мортеном Ольсеном (которые завершали свою карьеру), и Джек Минарон, Лука Перузович, Эрвин Ванденберг, Алекс Чернятински, Энцо Шифо и Жорж Грюн. В 1986 «Андерлехт» выигрывает чемпионат Бельгии, выиграв двух матчевое противостояние против «Брюгге». В том же сезоне клуб достиг полуфинала Кубка Чемпионов, но уступил «Баварии» Мюнхен. Следующий сезон команда повторила успех прошлогоднего сезона, защитив титул сильнейшей команды Бельгии.
После Бельгии, 1 июля 1987 года Ари Хан стал главным тренером немецкого «Штутгарта». В 1989 году «Штутгарт» достиг своего первого кубкового европейского финала Кубка УЕФА, но в двух матчевом противостоянии команда проиграла «Наполи» 1-2 и 3-3, в котором играл в то время Диего Марадона. Ари покинул «Штутгарт» 26 марта 1990 года, чтобы стать тренером другого немецкого клуба «Нюрнберга», в котором Ари проработал всего один-единственный сезон.
Вернувшись в Бельгию в 1991 году, Ари стал тренером льежского «Стандарда», с которым выиграл кубок Бельгии 1993 года, в середине сезона 1993/94 он покинул команду. В сезоне 1995/1996 Ари Хан был представлен как главный тренер греческого клуба ПАОК, в котором находился до октября 1996 года. После этого он вернулся в Нидерланды, чтобы стать тренером «Фейеноорда», в его первый же сезон команда финишировала на втором месте в чемпионате Нидерландов. Всего в клубе Ари проработал два сезона.
Спустя 10 лет, в 1997 году, Ари Хан вернулся в «Андерлехт», где провёл всего девять месяцев, прежде чем возвратиться в «ПАОК», где оставался как тренер до декабря 1999 года.
Став тренером клуба «Омония» с Кипра, Ари провёл всего два матча в качестве наставника клуба, так как ему предложили возглавить австрийскую «Астрию» из Вены. Проработав шесть месяцев, Ари попросил расторгнуть с ним контракт, его просьба клубом была выполнена в августе 2001 года. В декабре 2002 года, Ари возглавил национальную сборную Китая, которую тренировал в течение дух лет. В 2004 году Китай принимал финальную стадию Кубка Азии, в котором сборная Китая под предводительством Ари Хана дошла до финала, в котором уступила Японии со счётом 3-1. В ноябре 2004 Хан покинул пост главного тренера.
В феврале 2006, Ари стал тренером иранского «Персеполиса», с которым дошёл до финал кубка Хазфи. Он был уволен в начале сезона 2006/07, из за проблем с управлением клуба. В августе 2007, он был назначен главным тренером сборной Камеруна, но проработал всего шесть месяцев из двухлетнего контакта, мотивируя тем, что президент федерации футбола Камеруна вмешивался в управление команды.
В декабре 2007 году проявлял интерес к свободной тренерской вакансии в сборной Ирландии, но чуть позже президент албанской федерации футбола Армандо Дика, объявил что Ари Хан заменит хорватского специалиста Отто Барича на посту главного тренера сборной Албании. 4 января 2008 года Ари Хан подписал двухлетний контракт со сборной Албанией. Менее чем через год, 15 апреля 2009 года Ари был уволен с поста главного тренера албанской сборной. В июне 2009 года Ари возглавил китайский клуб «Чунцин Лифань».

## Достижения

### Командные
Сборная Нидерландов
- Серебряный призёр чемпионата мира (2): 1974, 1978

«Аякс» (Амстердам)
- Чемпион Нидерландов (3): 1969/70, 1971/72, 1972/73
- Серебряный призёр чемпионата Нидерландов: 1970/71
- Бронзовый призёр чемпионата Нидерландов (2): 1973/74, 1974/75
- Обладатель Кубка Нидерландов (3): 1969/70, 1970/71, 1971/72
- Обладатель Кубка европейских чемпионов (3): 1970/71, 1971/72, 1972/73
- Обладатель Суперкубка Европы (2): 1972, 1973
- Обладатель Межконтинентального кубка: 1972

«Андерлехт»
- Чемпион Бельгии: 1980/81
- Серебряный призёр чемпионата Бельгии (4): 1975/76, 1976/77, 1977/78, 1978/79
- Обладатель Кубка Бельгии: 1975/76
- Финалист Кубка Бельгии: 1976/77
- Обладатель Кубка обладателей кубков УЕФА (2): 1975/76, 1977/1978
- Обладатель Суперкубка Европы (2): 1976, 1978

«Стандард» (Льеж)
- Чемпион Бельгии (2): 1981/82, 1982/83
- Финалист Кубка обладателей кубков УЕФА: 1981/82

ПСВ
- Серебряный призёр чемпионата Нидерландов: 1983/84

### Тренерские
«Андерлехт»
- Чемпион Бельгии (2): 1985/86, 1986/87
- Финалист Суперкубка Бельгии: 1986

«Штутгарт»
- Финалист Кубка УЕФА: 1988/89

«Стандард» (Льеж)
- Серебряный призёр чемпионата Бельгии: 1992/93
- Бронзовый призёр чемпионата Бельгии: 1991/92
- Обладатель Кубка Бельгии: 1992/93
- Финалист Суперкубка Бельгии: 1993

«Фейеноорд»
- Серебряный призёр чемпионата Нидерландов: 1996/97
- Бронзовый призёр чемпионата Нидерландов: 1995/96

### Личные
- Номинант на Золотой мяч: 1978

## Статистика выступлений

### Клубная
| Клуб            | Сезон           | Чемпионат Нидерландов | Чемпионат Нидерландов | Кубок Нидерландов | Кубок Нидерландов | Европейские кубки | Европейские кубки | Другие | Другие | Итого | Итого |
| Клуб            | Сезон           | Игры                  | Голы                  | Игры              | Голы              | Игры              | Голы              | Игры   | Голы   | Игры  | Голы  |
| --------------- | --------------- | --------------------- | --------------------- | ----------------- | ----------------- | ----------------- | ----------------- | ------ | ------ | ----- | ----- |
| Аякс            | 1967/68         | 0                     | 0                     | 2                 | 0                 | 0                 | 0                 | —      | —      | 2     | 0     |
| Аякс            | 1968/69         | 0                     | 0                     | 0                 | 0                 | 0                 | 0                 | —      | —      | 0     | 0     |
| Аякс            | 1969/70         | 1                     | 1                     | 0                 | 0                 | 0                 | 0                 | —      | —      | 1     | 1     |
| Аякс            | 1970/71         | 9                     | 1                     | 1                 | 0                 | 1                 | 1                 | —      | —      | 11    | 2     |
| Аякс            | 1971/72         | 33                    | 4                     | 5                 | 1                 | 9                 | 1                 | —      | —      | 47    | 6     |
| Аякс            | 1972/73         | 32                    | 12                    | 1                 | 1                 | 7                 | 3                 | 4      | 2      | 44    | 18    |
| Аякс            | 1973/74         | 34                    | 4                     | 4                 | 0                 | 2                 | 0                 | 2      | 1      | 42    | 5     |
| Аякс            | 1974/75         | 23                    | 1                     | 2                 | 1                 | 6                 | 0                 | —      | —      | 31    | 2     |
| Итого за «Аякс» | Итого за «Аякс» | 132                   | 23                    | 15                | 3                 | 25                | 5                 | 6      | 3      | 178   | 34    |

Примечание: статистика по матчам и голам приведена только за «Аякс»

### Сборная Нидерландов
| Матчи и голы Ари Хана за сборную Нидерландов | Матчи и голы Ари Хана за сборную Нидерландов | Матчи и голы Ари Хана за сборную Нидерландов | Матчи и голы Ари Хана за сборную Нидерландов | Матчи и голы Ари Хана за сборную Нидерландов | Матчи и голы Ари Хана за сборную Нидерландов |
| -------------------------------------------- | -------------------------------------------- | -------------------------------------------- | -------------------------------------------- | -------------------------------------------- | -------------------------------------------- |
| №                                            | Дата                                         | Соперник                                     | Счёт                                         | Голы                                         | Турнир                                       |
| 1                                            | 30 августа 1972                              | Чехословакия                                 | 2:1                                          | -                                            | Товарищеский матч                            |
| 2                                            | 28 марта 1973                                | Австрия                                      | 0:1                                          | -                                            | Товарищеский матч                            |
| 3                                            | 2 мая 1973                                   | Испания                                      | 3:2                                          | -                                            | Товарищеский матч                            |
| 4                                            | 22 августа 1973                              | Исландия                                     | 5:0                                          | 1                                            | Отборочный матч к ЧМ 1974                    |
| 5                                            | 29 августа 1973                              | Исландия                                     | 8:1                                          | -                                            | Отборочный матч к ЧМ 1974                    |
| 6                                            | 12 сентября 1973                             | Норвегия                                     | 2:1                                          | -                                            | Отборочный матч к ЧМ 1974                    |
| 7                                            | 10 октября 1973                              | Польша                                       | 1:1                                          | -                                            | Товарищеский матч                            |
| 8                                            | 18 ноября 1973                               | Бельгия                                      | 0:0                                          | -                                            | Отборочный матч к ЧМ 1974                    |
| 9                                            | 26 мая 1974                                  | Аргентина                                    | 4:1                                          | 1                                            | Товарищеский матч                            |
| 10                                           | 5 июня 1974                                  | Румыния                                      | 0:0                                          | -                                            | Товарищеский матч                            |
| 11                                           | 15 июня 1974                                 | Уругвай                                      | 2:0                                          | -                                            | Чемпионат мира 1974                          |
| 12                                           | 19 июня 1974                                 | Швеция                                       | 0:0                                          | -                                            | Чемпионат мира 1974                          |
| 13                                           | 23 июня 1974                                 | Болгария                                     | 4:1                                          | -                                            | Чемпионат мира 1974                          |
| 14                                           | 26 июня 1974                                 | Аргентина                                    | 4:0                                          | -                                            | Чемпионат мира 1974                          |
| 15                                           | 30 июня 1974                                 | ГДР                                          | 2:0                                          | -                                            | Чемпионат мира 1974                          |
| 16                                           | 3 июля 1974                                  | Бразилия                                     | 2:0                                          | -                                            | Чемпионат мира 1974                          |
| 17                                           | 7 июля 1974                                  | ФРГ                                          | 1:2                                          | -                                            | Чемпионат мира 1974                          |
| 18                                           | 4 сентября 1974                              | Швеция                                       | 5:1                                          | 1                                            | Товарищеский матч                            |
| 19                                           | 25 сентября 1974                             | Финляндия                                    | 3:1                                          | -                                            | Отборочный матч к ЧЕ 1976                    |
| 20                                           | 9 октября 1974                               | Швейцария                                    | 1:0                                          | -                                            | Товарищеский матч                            |
| 21                                           | 20 ноября 1974                               | Италия                                       | 3:1                                          | -                                            | Отборочный матч к ЧЕ 1976                    |
| 22                                           | 8 сентября 1976                              | Исландии                                     | 1:0                                          | -                                            | Отборочный матч к ЧМ 1978                    |
| 23                                           | 13 октября 1976                              | Северная Ирландия                            | 2:2                                          | -                                            | Отборочный матч к ЧМ 1978                    |
| 24                                           | 20 мая 1978                                  | Австрия                                      | 1:0                                          | 1                                            | Товарищеский матч                            |
| 25                                           | 3 июня 1978                                  | Иран                                         | 3:0                                          | -                                            | Чемпионат мира 1978                          |
| 26                                           | 7 июня 1978                                  | Перу                                         | 0:0                                          | -                                            | Чемпионат мира 1978                          |
| 27                                           | 14 июня 1978                                 | Австрия                                      | 5:1                                          | -                                            | Чемпионат мира 1978                          |
| 28                                           | 18 июня 1978                                 | ФРГ                                          | 2:2                                          | 1                                            | Чемпионат мира 1978                          |
| 29                                           | 21 июня 1978                                 | Италия                                       | 2:1                                          | 1                                            | Чемпионат мира 1978                          |
| 30                                           | 25 июня 1978                                 | Аргентина                                    | 1:3                                          | -                                            | Чемпионат мира 1978                          |
| 31                                           | 20 сентября 1978                             | Исландия                                     | 3:0                                          | -                                            | Отборочный матч к ЧЕ 1980                    |
| 32                                           | 11 октября 1978                              | Швейцария                                    | 3:1                                          | -                                            | Отборочный матч к ЧЕ 1980                    |
| 33                                           | 11 июня 1980                                 | Греции                                       | 1:0                                          | -                                            | Чемпионат Европы 1980                        |
| 34                                           | 14 июня 1980                                 | ФРГ                                          | 2:3                                          | -                                            | Чемпионат Европы 1980                        |
| 35                                           | 17 июня 1980                                 | Чехословакия                                 | 1:1                                          | -                                            | Чемпионат Европы 1980                        |

Итого: 35 матчей / 6 голов; 23 победы, 8 ничьих, 4 поражения.